# Хрватска поп сцена
Хрватска популарна музика је популарна музика Хрватске.
Истакнути мејнстрим поп уметници су: Оливер Драгојевић, Џибони, Дино Дворник, Тони Цетински, Томпсон и други. Хрватска је позната по специфичном далматинском звуку који се изводи на разним фестивалима дуж јадранске обале, а Оливер Драгојевић је један од најеминентнијих уметника. Неки од најуспешнијих и најдуговечнијих рок бендова који се у Хрватској третирају као "поп" су Парни ваљак и Прљаво казалиште. Веома афирмисани кантаутор је Арсен Дедић инспирисан шансоном. Међународно успешан певач и текстописац Иво Робић представник је загребачке школе шлагера. Хип хоп бендови као што су ТБФ и Елементал такође се сада третирају као поп у Хрватској. На андерграунд музичкој сцени налазе се популарни панк рок бендови Хладно пиво, Лет 3 и други. Две најпопуларније поп-фолк певачице и мејнстрим уметнице су Северина и Јелена Розга.

## Историја

### 1940-е и 1950-е
Иво Робић био је један од првих признатих уметника популарне музике у СР Хрватској. Појавио се касних 1940-их, а касније је покренуо и веома успешну међународну каријеру, блиско сарађујући са познатим композитором и продуцентом Polydor-а Бертом Кемпфертом.
Хрватска рок музика започела је 1950-их, а један од првих извођача класичног рокнрола био је Карло Метикош из Загреба. Преселио се у Париз у Француској где је започео успешну међународну каријеру под псеудонимом Мет Колинс.

### 1960-е и 1970-е
Током 1960-их година појавиле су се многе истакнуте групе као што су Група 220, Црвени кораљи и Роботи. У потоњем се појавио Ивица Перцл, који је, након што је напустио Роботи у септембру 1966. јер су „били прегласни“, постао протестни певач и текстописац под утицајем акустичног звука Боба Дилана, Донована и Џоан Бајз. Исте године, међународно призната хрватска певачица под утицајем шансоне Тереза Кесовија представљала је Монако на Песми Евровизије 1966. Још једна значајна певачица која се појавила у овом периоду била је Јосипа Лисац (касније супруга Карла Метикоша) која и данас ужива велику популарност у Хрватској.
Седамдесетих година прошлог века појавили су се уметници који су подржавали хард рок, прогресивни рок и друге стилове. Међу истакнутим уметницима те деценије били су Тајм Даде Топића, Атомско склониште и многи други. Друга значајна група формирана у овом периоду је Парни ваљак на челу са Акијем Рахимовским. Крај 1970-их обележила је експлозија панк рока . Ријечка група Параф била је један од првих панк бендова у Хрватској и бившој Југославији уопште, а касније су прешли на постпанк.

### 1980-е
Из панк рока је настао нови талас, а Хрватска је развила своју успешну сцену под називом Нови вал.
На сцени су били неки најистакнутији хрватски уметници као што су Прљаво Казалиште, Азра, Хаустор, Филм и Аеродром. Ово раздобље хрватског рока обрађено је у роцкументарцу Сретно дијете објављеном 2003. године. Након опадања нововалске сцене, током 1980-их појавили су се многи нови уметници: бендови као што су Боа и Доријан Греј, потоњи предвођен Масимом Савићем, као и синтпоп дуо Денис & Денис у којем је наступила Марина Перазић, пореклом из Ријеке, који је касније постао соло поп уметник.
У другом граду на јадранској обали, у Сплиту, значајна хеви метал група била је Осми путник, основана 1985. године, у којој је наступао сада популарни соло поп певач Џибони. Још једна популарна група из овог града била је поп група Магазин, док су једна од најпопуларнијих мејнстрим поп група у земљи били Нови фосили, у почетку са Ђурђицом Барловић на вокалу, а касније замењеном Сањом Долежал.
Популарни извођач касних осамдесетих био је Борис Новковић и његов бенд Ноћна стража. Син је истакнутог хрватског композитора забавне музике Ђорђа Новковића. За време постојања бивше Југославије са СР Хрватском као саставном државом, хрватска музичка сцена је много допринела савезном југословенском поп и рок. Хрватски кандидати били су веома успешни у некадашњој југословенској националној предизбору за Песму Евровизије под називом Југовизија. Југославију су неколико година за редом на Песми Евровизије представљали искључиво хрватски уметници: Дорис Драговић 1986; Нови фосили 1987. године; Сребрна крила 1988, победници Песме Евровизије 1989 – хрватска група Рива.

## 1990-е
Песма Евровизије 1990. одржана је у Концертној дворани Ватрослав Лисински у Загребу, где је Југославију поново представљала хрватска уметница – Тајчи. Важна особа иза већине ових успешних хрватских евровизијских наступа био је истакнути популарни музички продуцент и композитор Зринко Тутић.
Са избијањем хрватског рата за независност многи хрватски музичари окупили су се да сниме хуманитарне песме. Међу њима је и чувена песма „Е, мој друже Београдски“ Јуре Стублића, фронтмена групе Филм. Након проглашења Хрватске независном државом, појавили су се многи нови хрватски уметници. Један од најзапаженијих хитова у овом периоду био је Тек је 12 сати денс-поп групе ЕТ. Хрватске националне музичке награде Порин установљене су 1994. године.

## Фестивали
Хрватска је позната по свом специфичном звуку далматинске народне музике који се меша са разним облицима популарне музике заступљен је на фестивалима који се одржавају на јадранској обали, попут Сплитског и некадашњег Опатијског фестивала. Овај стил музике је сличан италијанској канцони и музичком фестивалу у Санрему, а неки од његових најзначајнијих наступа су Оливер Драгојевић и Мишо Ковач. Један од најистакнутијих фестивалских соло певача био је Вице Вуков, који је представљао бившу Југославију на Песми Евровизије 1963. и 1965. године, пре него што је оптужен за хрватски национализам током Хрватског пролећа и потом прогањан од стране југословенских власти. Остали еминентни фестивалски извођачи су: Тереза Кесовија, Дорис Драговић, Јасна Злокић, Мери Цетинић и некадашња група Дубровачки трубадури. Потоњи су садржали елементе дубровачке ренесансне музичке традиције.

## Песма Евровизије
Хрватска учествује на Песми Евровизије као независна држава од 1993. године. Од 2013. године, његов најбољи пласман до сада је био 4. у 1996. и 1999.